# Василиос Хадзиякову
Василиос или Василис Хадзиякову (на гръцки: Βασίλης Χατζηακόβου) е гръцки политик от XX век.

## Биография
Роден е в Мала Азия. След обмена на население между Турция и Гърция през 20-те години се заселва в Сяр, където се занимава с търговия. Избиран е 5 пъти за кмет на Сяр. Името му носи улица в Сяр.